# 마음작용 (아비달마장현종론)
이 문서는 부파불교의 설일체유부의 주요 논서인 중현의 《아비달마장현종론》에서 설명하고 있는 마음작용 즉 심소법(心所法)에 대해 다룬다. 마음작용에 대한 전체적 · 일반적 내용은 '마음작용 문서'에서 다루고 있다.
중현(衆賢, Saṃghabhadra: 5세기)은 부파불교의 설일체유부의 논사이다. 그는 경량부의 교학을 비롯한 당시의 불교 교학 전반을 참조하여 설일체유부의 교학을 비판적으로 집대성한 논서인 세친의 《아비달마구사론》을 카슈미르계 정통 설일체유부의 관점에서 반박하는 《아비달마순정리론》을 저술하였는데, 그 후 이 책의 내용이 너무 방대하고 체계적이지 않으므로 그 내용을 체계적으로 정리 · 요약하여 《아비달마장현종론》을 저술하였다. 그는 이 책의 서문에서  《아비달마구사론》의 내용 중 이치에 합당한 것을 그대로 받아들여 그대로 기술하고 그렇지 않은 것은 반드시 반박을 펼쳐 설일체유부의 종의(宗義)를 드러내고자 한다고 말하고 있다.
《아비달마구사론》과 마찬가지로 중현도 《아비달마장현종론》에서 마음작용(심소법)에 대해 '마음작용이란 ~이다'라는 식으로 명시적으로 정의하고 있지는 않다. 그러나 그는 마음과 마음작용의 성격에 대한 《아비달마구사론》의 언급인, "마음과 마음작용은 반드시 결정코 구생(俱生)하므로, 둘 중의 어느 하나라도 결여될 때에는 다른 하나도 일어나지 않는다[心與心所必定俱生 隨闕一時餘則不起]"라는 진술을 그대로 받아들여 사용하고 있다. 이 언급에 나타난 내용은 부파불교와 대승불교의 다른 논서들에서 나타나는 마음작용에 대한 일반적인 정의인 '마음과 상응(相應)하는 모든 법(法)'이라는 정의와 그 내용은 동일하다.
세친은 《아비달마구사론》에서 수(受) · 상(想)에서 만(慢) · 의(疑)에 이르기까지 총 46가지 법을 들고 있으며, 이들 46가지 법들을 대지법(大地法: 10가지) · 대선지법(大善地法: 10가지) · 대번뇌지법(大煩惱地法: 6가지) · 대불선지법(大不善地法: 2가지) · 소번뇌지법(小煩惱地法: 10가지) · 부정지법(不定地法: 8가지)로 나누고 있는데, 중현도  《아비달마장현종론》에서 이 분류 체계를 그대로 받아들이고 있다.

## 정의
중현은, 세친의 《구사론》에서와 마찬가지로, 《현종론》에서 마음작용(심소법)에 대해 '마음작용이란 ~이다'라는 형태로 명시적으로 정의하고 있지는 않다. 그러나 마음과의 관련하에 마음작용의 성격에 대해 언급하고 있는데, 그는 아래 인용문과 같이 마음과 마음작용은 반드시 상응(相應)하면서 함께 일어난다[俱生, 俱起]고 밝히고 있다.
이 인용문에 나타난 내용은 부파불교와 대승불교의 다른 논서들, 예를 들어 《아비달마품류족론》《대승오온론》《현양성교론》 등에서 나타나는 마음작용에 대한 일반적인 정의인 '마음과 상응(相應)하는 모든 법(法)'이라는 정의와 그 내용은 동일하다.
 已說有色決定俱生。無色俱生今次當說。頌曰。

 心心所必俱 諸行相或得

論曰。心與心所必定俱生。隨闕一時餘未嘗起。諸行即是一切有為。所謂有色無色諸行。前必俱言。應流至此。謂有色等諸行生時。必與生等四相俱起。言或得者。唯有情法與得俱生。或言顯此不遍諸行。
 
유색법이 결정코 구생(俱生)한다는 사실에 대해 이미 논설하였다.

이제 다음으로 무색법의 구생관계에 대해 마땅히 논설해 보아야 할 것이다.

게송으로 말하겠다.

 심(心)과 심소(心所)는 반드시 함께 하며

 제행(諸行)은 상(相), 혹은 득(得)과 [반드시 함께 한다].

 心心所必俱 諸行相或得

논하여 말하겠다.

심과 심소는 결정코 반드시 구생하니, 둘 중의 어느 하나라도 결여될 때 다른 하나도 결정코 생기하지 않는다.

[본송에서] 제행(諸行)이라 함은 바로 일체의 유위법(有爲法)을 말하는 것이니, 이른바 유색과 무색의 온갖 행(즉 유위법)이 바로 그것이다. 그리고 그 앞의 구절에서 언급한 '반드시 함께 한다'고 하는 말은 여기에도 적용되니, 이를테면 유색 등의 제행이 생겨날 때에는 반드시 '생(生)' 등의 4상(相)과 함께 일어나는 것이다. 나아가 '혹은 득(得)'이라고 말한 것은, [제행 가운데] 오로지 유정의 법만이 '득'과 구생함을 말하며, '혹은'이라고 말한 것은 이것이 모든 유위법[諸行]과 두루 구생하지 않음을 나타내기 위해서였다.
 — 《아비달마장현종론》 제5권. 한문본 & 한글본

## 분류
《현종론》에서는 《구사론》에서와 마찬가지로 마음작용에 속한 총 46가지 법들을 다음과 같이 6품(六品) 즉 여섯 그룹으로 분류하고 있다. 아래의 목록에 나타난 명칭과 나열 순서는 《현종론》에 따른 것인데, 이들 명칭과 나열 순서도 《구사론》과 동일하다.
1. 대지법(大地法: 10가지): 수(受) · 상(想) · 사(思) · 촉(觸) · 욕(欲) · 혜(慧) · 염(念) · 작의(作意) · 승해(勝解) · 삼마지(三摩地)[25][26][27][28]
2. 대선지법(大善地法: 10가지): 신(信) · 불방일(不放逸) · 경안(輕安) · 사(捨) · 참(慚) · 괴(愧) · 무탐(無貪) · 무진(無瞋) · 불해(不害) · 근(勤)[29][30][31][32]
3. 대번뇌지법(大煩惱地法: 6가지): 치(癡) · 방일(放逸) · 해태(懈怠) · 불신(不信) · 혼침(惛沈) · 도거(掉擧)[33][34][35][36]
4. 대불선지법(大不善地法: 2가지): 무참(無慚) · 무괴(無愧)[37][38][39][40]
5. 소번뇌지법(小煩惱地法: 10가지): 분(忿) · 부(覆) · 간(慳) · 질(嫉) · 뇌(惱) · 해(害) · 한(恨) · 첨(諂) · 광(誑) · 교(憍)[41][42][43][44]
6. 부정지법(不定地法: 8가지): 심(尋) · 사(伺) · 수면(睡眠) · 악작(惡作) · 탐(貪) · 진(瞋) · 만(慢) · 의(疑)[45][46][47][48]

## 개별 법의 설명 (46가지)

### 대지법(大地法: 10가지)
대지법(大地法, 산스크리트어: mahā-bhūmika, mahā-bhūmi)이란 모든 법 가운데 '대지'(大地)에 존재하는 법들을 말한다. 여기서 '대지'는 대법(大法)의 지(地), 즉 대법의 용지처(容止處) 즉 소행처(所行處), 즉 대법이 생기하는 영역으로서의 마음, 즉 일체의 마음[一切心], 즉 모든 마음[一切心]을 가리키며, '대법'은 항상 존재하는 마음작용들을 말한다. 따라서, 대지법이란 일체의 마음(6식, 즉 심왕, 즉 심법)에 항상 존재하는 마음작용들을 말한다. 달리 말하면, 선한 마음이건, 악한 마음이건, 무기의 마음이건 마음이 존재할 때면 언제나 발견되는 마음작용들을 말한다. 그리고 마음이 이러한 '대법(大法)'들을 소유하며 이들의 용지처(容止處) 즉 소행처(所行處) 즉 용지(진퇴 거동의 뜻)나 소행(所行, 작용)의 근거가 되고 통솔자로서 이들 대법들과 함께 생기(生起)하기 때문에 이러한 측면에서 마음을 '대지(大地)' 즉 '대법의 지'라고 한다.
한편, 마음은 또 다른 마음과 구생(俱生)하는 것이 아니기 때문에 대지법이 아니다.
대지법에 속한 마음작용으로는 수(受) · 상(想) · 사(思) · 촉(觸) · 욕(欲) · 혜(慧) · 염(念) · 작의(作意) · 승해(勝解) · 삼마지(三摩地)의 10가지 법이 있다.

#### (1) 수(受)
수(受, 감수작용, 지각, 느낌, 과보의 영납,
산스크리트어: vedanā,
팔리어: vedanā,
영어: feeling,
sensation)는 소의신을 능히 증익(增益)하거나 감손(減損)하거나 혹은 증익하지도 않고 감손하지도 않는 것으로서, 애촉(愛觸: 애호할 만한 촉) · 비애촉(非愛觸: 애호할 만한 것이 아닌 촉) · 구상위촉(俱相違觸: 양자 모두가 아닌 촉)을 영수(領受)하는, 대지법에 속한 마음작용이다.
《구사론》에 따르면, 수(受)는 고(苦)와 낙(樂), 그리고 양자 모두가 아닌 것 즉 불고불락(不苦不樂)의 차별(差別)을 영납(領納)하는, 대지법에 속한 마음작용이다.

#### (2) 상(想)
상(想, 표상작용, 취상(取像), 취상(取相), 구료상(搆了相),
산스크리트어: saṃjñā,
팔리어: saññā,
영어: perception, cognition,
conceptualization, distinguishing,
idea)은 인식대상[境]에 대하여 남 · 여 등의 차별상(差別相)을 안립(安立)하고 집취(執取)하는 원인[因]이 되는, 대지법에 속한 마음작용이다.
《구사론》에 따르면, 상(想)은 인식대상[境]에 대하여 차별상(差別相)을 취하는, 대지법에 속한 마음작용이다.

#### (3) 사(思)
사(思, 의사, 의지, 추진, 조작(造作), 짓고 만듦,
산스크리트어: cetanā,
팔리어: cetanā,
영어: volition,
directionality of mind, attraction,
urge)는 마음(6식, 즉 심왕, 즉 심법)으로 하여금 선 · 불선 · 무기를 조작(造作: 짓고 만듦)하게 하여 묘(妙: 뛰어남) · 열(劣: 열등함) 혹은 중(中: 뛰어나지도 열등하지도 않음)의 성질을 성취하게 하는, 대지법에 속한 마음작용이다.
《구사론》에 따르면, 사(思)는 마음(6식, 즉 심왕, 즉 심법)으로 하여금 조작(造作: 짓고 만듦)하게 하는, 대지법에 속한 마음작용이다.
《현종론》에 따르면, 사(思)의 마음작용이 존재하기 때문에 마음은 인식대상[境]에 대해 움직이는 작용을 갖게 된다. 이것은 마치 자석의 힘이 쇠붙이로 하여금 움직이게 하는 것과 같다.

#### (4) 촉(觸)
촉(觸, 접촉, 3사화합 · 분별 · 변이,
산스크리트어: sparśa,
팔리어: phassa,
영어: contact)은 근(根) · 경(境) · 식(識)이 화합함에 따라 생겨나는 마음작용으로, 능히 수(受)의 마음작용의 원인[因]이 되며 마음(6식, 즉 심왕, 즉 심법)으로 하여금 능히 '인식대상과 접촉[觸對]'할 수 있게 하는, 대지법에 속한 마음작용이다.
《구사론》에 따르면, 촉(觸)은 근(根) · 경(境) · 식(識)이 화합하여 생겨나는 마음작용으로, 마음(6식, 즉 심왕, 즉 심법)으로 하여금 능히 '인식대상과 접촉[觸對]'할 수 있게 하는, 대지법에 속한 마음작용이다.

#### (5) 욕(欲)
욕(欲, 희망, 욕구, 희망의 인발,
산스크리트어: chanda,
팔리어: chanda,
영어: intention, interest,
desire to act,
desire for action, aspiration)은 마음(6식, 즉 심왕, 즉 심법)으로 하여금 인식대상을 희구(希求)하고 취하게 하는[希求取境], 대지법에 속한 마음작용이다.
《구사론》에 따르면, 욕(欲)은 지어야 할 일[事]과 업(業)을 희구(希求)하는, 대지법에 속한 마음작용이다.

#### (6) 혜(慧)
혜(慧, 반야, 택법, 간택, 식별, 지혜, 의심을 끊음,
산스크리트어: prajñā,
팔리어: paññā,
영어: wisdom, discrimination, discernment)는 소연(所緣, 인식대상)의 사(邪: 그릇됨) · 정(正: 올바름) 등의 상(相)을 간택(簡擇)하는, 대지법에 속한 마음작용이다.
《구사론》에 따르면,
혜(慧)는 마음(6식, 즉 심왕, 즉 심법)으로 하여금 법(法)에 대해 능히 간택(簡擇)할 수 있게 하는, 대지법에 속한 마음작용이다.

#### (7) 염(念)
염(念, 관, 정념, 4념처, 끊임없는 수동적 관찰,
명기(明記)와 불망(不忘), 주의집중, 불산란,
산스크리트어: smṛti,
팔리어: sati,
영어: mindfulness,
awareness,
inspection,
recollection,
retention,
memory)은 마음(6식, 즉 심왕, 즉 심법)으로 하여금 인식대상[境]을 명확히 기억[明記]하여 잊어버리지 않게[不忘失] 하는 원인[因]이 되는, 대지법에 속한 마음작용이다.
《구사론》에 따르면, 염(念)은 연(緣: 소연 즉 인식대상, 또는 원인)을 명확히 기억[明記]하여 잊어버리지 않는[不忘], 대지법에 속한 마음작용이다.

#### (8) 작의(作意)
작의(作意, 마음을 일으킴, 기억을 일으킴, 주의, 유의, 발동과 유지,
산스크리트어: manasikara,
팔리어: manasikara,
영어: attention,
act of attention,
ego-centric demanding)는 마음(6식, 즉 심왕, 즉 심법)과 마음작용을 인기[引, 引起]하여 소연(所緣)에 대해 경각(警覺)하게 하는, 대지법에 속한 마음작용이다. 유의(留意)라고도 한다.
《구사론》에 따르면,
작의(作意)는 마음(6식, 즉 심왕, 즉 심법)으로 하여금 능히 경각(警覺)하게 하는, 대지법에 속한 마음작용이다.

#### (9) 승해(勝解)
승해(勝解, 확실한 이해, 뛰어난 이해, 인가와 유지,
산스크리트어: adhimokṣa,
adhimoksha,
adhimukti,
팔리어: adhimokkha,
영어: interest,
intensified interest,
decision,
firm conviction,
resolution,
approval)는 인식대상[境]에 대해 인가(印可: 도장찍듯이 찍어서 가결함)하는, 대지법에 속한 마음작용이다.
《구사론》에 따르면,
승해(勝解)는 마음(6식, 즉 심왕, 즉 심법)으로 하여금 능히 인식대상[境]에 대해 인가(印可: 도장찍듯이 찍어서 가결함)하게 하는, 대지법에 속한 마음작용이다.
《현종론》에 따르면, 승해(勝解)에서 '승(勝)'은 증승(增勝)을 말하며, '해(解)'는 해탈(解脫)을 말한다. 따라서 승해는 마음으로 하여금 경계 즉 인식대상[境]에 대하여 무애자재(無礙自在)하게 전개[轉]되게 하는 것을 말한다. 예를 들어, 증상계(增上戒: 뛰어난 계) 또는 증상정(增上定: 뛰어난 선정)이라고 할 때의 증상(增上)과  그 의미가 같다.

#### (10) 삼마지(三摩地)
삼마지(三摩地, 심일경, 대상과 하나됨, 전일(專一), 선정과 삼매,
산스크리트어: samādhi,
팔리어: samādhi,
산스크리트어: ekāgratā,
팔리어: ekaggatā,
영어: concentration,
one-pointedness,
unification,
unification of mind)는 마음(6식, 즉 심왕, 즉 심법)으로 하여금 산란 없이 소연경(所緣境)을 취하여 불유산(不流散: 흩어지지 않음)하게 하는 원인[因]이 되는, 대지법에 속한 마음작용이다.
《구사론》에 따르면, 삼마지(三摩地)는 심일경성(心一境性) 즉 마음[心: 6식, 즉 심왕, 즉 심법]이 대상[境]과 하나가 되는[一] 것을 본질[性]로 하는, 대지법에 속한 마음작용이다.

### 대선지법(大善地法: 10가지)
대선지법(大善地法, 산스크리트어: kuśala-mahā-bhūmika)이란 모든 법 가운데 '대선지'(大善地)에 존재하는 법들을 말한다. 여기서 '대선지'는 대선법(大善法)의 지(地), 즉 대선법의 용지처(容止處) 즉 소행처(所行處), 즉 대선법이 생기하는 영역으로서의 마음, 즉 선한 마음[善心]을 가리키며, '대선법'은 항상 선한 마음작용들을 말한다. 따라서, 대선지법이란 일체의 선한 마음(6식, 즉 심왕, 즉 심법)에 항상 존재하는 마음작용들을 말한다.
설일체유부의 교학에 따르면, 대선지법에 속한 마음작용으로는 신(信) · 불방일(不放逸) · 경안(輕安) · 사(捨) · 참(慚) · 괴(愧) · 무탐(無貪) · 무진(無瞋) · 불해(不害) · 근(勤)의 10가지 법이 있으며, 이들 10가지 마음작용은 선심(善心) 즉 선한 마음에만 두루 존재한다[唯遍善心].

#### (11) 신(信)
신(信, 믿음, 인가, 청정, 희망,
산스크리트어: śraddhā,
팔리어: saddhā,
영어: faith)은 마음의 혼탁함[心濁]과 서로 반대되는 것으로서, '전도됨이 없는 인과가 각기 개별적으로 서로에게 소속된다[相屬]는 사실[無倒因果各別相屬]'을 즉각적으로 인허(忍許: 인가하는, 대선지법에 속한 마음작용으로, 욕(欲)의 소의가 되고 능히 승해(勝解)의 자량[資]이 되는 마음작용이다.
《구사론》에 따르면, 신(信)은 마음으로 하여금 징정(澄淨)해지게 하는, 대선지법에 속한 마음작용이다. 또는 신(信)은 진리[諦, 4성제] · 보배[寶, 3보] · 업(業, 원인) · 과(果, 결과)에 대해 현전에서 인허(忍許: 인가하고 허락함, 확신함)하는, 대선지법에 속한 마음작용이다.

#### (12) 불방일(不放逸)
불방일(不放逸, 성실, 선법을 닦음, 마음을 방호함,
산스크리트어: apramāda,
팔리어: appamada,
영어: carefulness,
concern,
conscientiousness,
conscious awareness, diligence)은 기리(己利) 즉 자신을 이롭게 하는 것에 전(專)함으로써[專於己利] 즉 수행에 전주(專注) · 전념(專念)함으로써 몸과 말과 뜻을 방호하는 것[防身語意]을 말하며, 대선지법에 속한 마음작용이다. 대번뇌지법에 속한 방일(放逸)에 반대된다.
《구사론》에 따르면,
불방일(不放逸)은 온갖 선법(善法)을 닦고 온갖 불선법(不善法)을 떠나는 것을 말하며, 대선지법에 속한 마음작용이다. '닦는다[修]'는 것은 선(善)에 전주(專注)하는 것 즉 전념(專念)하는 것을 본질[性]로 하는 행위 또는 실천이다. 또는 불방일(不放逸)은 호심(護心) 즉 능히 마음을 수호(守護: 지키고 보호함)하는 것을 말하며, 대선지법에 속한 마음작용이다.

#### (13) 경안(輕安)
경안(輕安, 조화롭고 가뿐함, 고르고 상쾌함, 평안,
산스크리트어: praśrabdhi,
팔리어: passaddhi,
영어: pliancy,
alertness,
flexibility,
aptitude)은 바른 작의[正作意]에서 일어나는 것으로, 심신을 경쾌[輕]하고 예리[利]하고 편안[安]하고 적당[適]하게 하는 원인[因]이 되는, 대선지법에 속한 마음작용으로, 심감임성(心堪任性) 즉 마음의 감임성(堪任性)을 말한다.
《구사론》에 따르면,
경안(輕安)은 심감임성(心堪任性) 즉 마음의 감임성(堪任性)을 말하며, 대선지법에 속한 마음작용이다. 즉 경안은 마음을 가볍고 편안하게 하여 마음[心]으로 하여금 능히 선법을 감당[堪任]할 수 있게 하는 것을 본질[性]로 하는 선한 마음작용이다.

#### (14) 사(捨)
사(捨, 내려놓음, 버림, 평등 · 정직 · 무공용,
고요, 평정, 평정심, 평온, 균형, 평형,
산스크리트어: upeksā,
팔리어: upekkhā,
upekhā,
영어: serenity, equilibrium,
equanimity,
stability,
composure,
indifference)는 심평등성(心平等性) 즉 마음의 평등성(平等性)을 말하며, 대선지법에 속한 마음작용이다.
《구사론》에 따르면,
사(捨)는 심평등성(心平等性)과 심무경각성(心無警覺性) 즉 마음의 평등성(平等性)과 마음의 무경각성(無警覺性)을 말하며, 대선지법에 속한 마음작용이다.
《현종론》에 따르면, 사(捨)는 대번뇌지법에 속한 마음작용인 도거(掉擧)에 반대되는 마음작용으로, '사(捨)'는 '진리에 계합하는 것을 통해 이끌어져 나오는 마음작용[如理所引]'으로서 마음으로 하여금 불균형[越]에 빠지지 않게 한다는 뜻을 가진다.

#### (15) 참(慚)
참(慚, 부끄러워함, 자신에게 부끄럽게 여김,
산스크리트어: hrī,
팔리어: hiri,
영어: self-respect,
conscientiousness,
sense of shame,
dignity,
respect)은 여리(如理) 즉 진리와 계합하는 상태를 지향[趣向]하는 자증상(自增上)과 법증상(法增上)의 2종류의 증상에 의하여 생겨나는, 대선지법에 속한 마음작용으로, 애(愛)의 등류(等流)와 반대되는 심자재성(心自在性: 마음의 역량)을 말한다.
《구사론》에 따르면,
참(慚)은 대불선지법에 속하는 무참(無慚)의 반대가 되는 마음작용으로, 공경함[敬]이 있고, 존중함[崇]이 있으며, 어렵게 여겨 꺼림[忌難]이 있으며, 따라 속하는 일[隨屬, 즉 제자로서의 예의]이 있는, 대선지법에 속한 마음작용이다.  또는 참(慚)은 지은 죄에 대해 그 죄 자체(예를 들어, 이숙인)를 지금 관찰하여 부끄러워함이 있는 선한 마음작용이다.

#### (16) 괴(愧)
괴(愧, 뉘우침, 부끄러워함, 남에게 부끄럽게 여김,
산스크리트어: apatrāpya,
팔리어: ottappa,
영어: decorum,
shame,
consideration,
propriety,
fear)는 공덕(功德: 선, 즉 계정혜 3학)을 애락(愛樂)하고 닦는[修習] 것을 우선으로 하는, 대선지법에 속한 마음작용으로, 치(癡)의 등류(等流)와 반대되며 또한 악법(惡法)과 열법(劣法)을 싫어하는[厭] 마음작용을 말한다.
또한, 꾸짖음[謫] · 벌(罰) · 악취(惡趣) 또는 자타의 비방[自他謗]의 '원인이 되는 것[因]'을 두려워하는 것[怖畏]을 괴(愧)라고 한다는 견해가 있다.
《구사론》에 따르면,
괴(愧)는 대불선지법에 속하는 무괴(無愧)의 반대가 되는 마음작용으로, 죄에 대해 두렵게 보는, 대선지법에 속한 마음작용이다.  또는 괴(愧)는 지은 죄에 대해 그 죄의 다른 것(예를 들어, 이숙과)을 관찰하여 부끄러워함이 있는 선한 마음작용이다.

#### (17) 무탐(無貪)
무탐(無貪, 염착이 없음, 집착하지 않음,
산스크리트어: alobha,
팔리어: alobha,
영어: purity,
non-attachment,
without attachment, absence of desire)은 무진(無瞋) · 무치(無癡)와 더불어 선근(善根)을 이루는데, 무탐은 이미 득하였거나 이직 득하지 못한 경계를 탐착(耽著) · 희구(希求)하는 것과 반대되는, 대선지법에 속한 마음작용으로, 무애염성(無愛染性) 즉 마음에 애염(愛染)이 없는 성질 즉 마음에 애(愛)라는 번뇌가 없는 것을 말한다.
《구사론》에서는 무탐(無貪)에 대해 정의하고 있지 않으며, 다만 무탐은 무진(無瞋) · 무치(無癡)와 더불어 선근(善根)을 이룬다고 설명하고 있다. 즉, 무탐이 모든 '선의 뿌리[善根]'를 이루는 3가지 법 가운데 하나라는 것을 언급하는 것으로 무탐에 대한 정의 또는 설명을 대신하고 있다. 그리고 무치(無癡)가 대선지법에 속하지 않는 것은 무치는 대지법에 속한 마음작용인 혜(慧)를 본질[性]로 하기 때문이라고 설명하고 있다.

#### (18) 무진(無瞋)
무진(無瞋, 자애로움, 자(慈), 사랑, 성내지 않음, 노여워하지 않음,
산스크리트어: apratigha,
adveṣa,
팔리어: adosa,
영어: good will,
non-aggression,
non-hatred,
imperturbability,
non-anger,
absence of hatred)은 무탐(無貪) · 무치(無癡)와 더불어 선근(善根)을 이루는데, 무진은 유정이나 비유정에 대하여 에해의(恚害意) 즉 미워하거나 해치려는 마음이 없는 애민의 종자[哀愍種子]로서의, 대선지법에 속한 마음작용이다.
《구사론》에서는 무진(無瞋)에 대해 정의하고 있지 않으며, 다만 무진은 무탐(無貪) · 무치(無癡)와 더불어 선근(善根)을 이룬다고 설명하고 있다. 즉, 무진이 모든 '선의 뿌리[善根]'를 이루는 3가지 법 가운데 하나라는 것을 언급하는 것으로 무진에 대한 정의 또는 설명을 대신하고 있다. 그리고 무치(無癡)가 대선지법에 속하지 않는 것은 무치는 대지법에 속한 마음작용인 혜(慧)를 본질[性]로 하기 때문이라고 설명하고 있다.

#### (19) 불해(不害)
불해(不害, 아힘사, 해치지 않음, 비(悲), 불손뇌(不損惱), 연민, 비폭력,
산스크리트어: ahiṃsā,
팔리어: avihiṃsā,
영어: no harm,
non-violence)는 유정에게 손뇌(損惱: 손상과 괴롭힘)를 입히는 것을 좋아하는 마음작용에 반대되는, 대선지법에 속한 마음작용으로, 심현선성(心賢善性) 즉  마음의 어질고 착한 성질을 말한다.
《구사론》에 따르면,
불해(不害)는 무손뇌(無損惱)의 즉 손뇌(損惱)를 입힘이 없는, 대선지법에 속한 마음작용이다. 즉, 불해(不害)는 손상시키거나[損] 괴롭히지[惱] 아니하는 선한 마음작용이다.

#### (20) 근(勤)
근(勤, 마음의 용맹함, 정진, 결단과 인내,
산스크리트어: vīrya, 팔리어: viriya,
영어: diligence,
energy,
perseverance,
enthusiasm,
sustained effort)은 이미 생겨난 온갖 공덕(功德: 선, 즉 계정혜 3학)은 수호(守護)하고 이미 생겨난 온갖 과실(過失: 번뇌, 불선, 죄)은 내버리며[棄捨], 아직 생겨나지 않은 온갖 공덕은 생겨나게 하고 아직 생겨나지 않은 온갖 과실은 생겨나지 않게 하는, 대선지법에 속한 마음작용으로, 심무타성(心無墮性) 즉 마음의 타락됨이 없는 성질을 말한다.
《구사론》에 따르면,
근(勤)은 마음으로 하여금 용한(勇悍: 날래고 사나움, 결단력이 있고 억세고 모짐, 강하고 눈을 부릅뜸, 용기가 있고 억셈)하게 하는 것, 즉 모질게 노력하게 하는 것을 본질[性]로 하는, 대선지법에 속한 마음작용이다.
《현종론》에 따르면, 근(勤)의 마음작용으로 인해 마음은 진리에 계합하는, 짓고 있는 일[事]과 업(業)에 대해 견고히 나아가고 멈추지 않게 된다.

#### 기타 대선지법
《구사론》과 《현종론》에 따르면, 무치(無癡)는 대지법에 속한 마음작용인 혜(慧)를 본질[性]로 하는 선한 마음작용으로, 선한 마음에 항상 존재하는 것이므로 실제로는 대선지법에 속하지만 두 그룹에 중복하여 포함시키지 않기 위해 대지법에 소속시켜 논한다.
또한 《현종론》에서는 《구사론》에서는 논의되지 않은 염(厭)과 흔(欣)도 사실상 대선지법에 포함되어야 할 마음작용이라고 말하고 있다. 그럼에도 불구하고 이 두 선한 마음작용을 대선지법에 포함시키지 않은 것은 이 두 마음작용은 상호 모순되기 때문에 '1찰나의 마음[一心]'에서 이 두 마음작용이 동시에 구기(俱起)하는 일은 있을 수 없으므로, 이 둘을 포함시키게 되면 '선한 마음에 항상 존재하는 마음작용들'이라는 대선지법의 정의가 만족되지 못하기 때문이라고 설명하고 있다.

##### 무치(無癡)
무치(無癡, 어리석지 않음, 바른 앎, 결택,
산스크리트어: amoha,
팔리어: amoha,
영어: wisdom,
non-delusion,
non-bewilderment,
lack of naivety,
lack of stupidity)는 무탐(無貪) · 무진(無瞋)과 더불어 선근(善根)을 이루는데, 대지법에 속한 마음작용인 혜(慧)를 본질[性]로 하는 선한 마음작용이다. 선한 마음에 항상 존재하는 것이므로 실제로는 대선지법에 속하지만 그 본질이 혜(慧)이므로 두 그룹에 중복하여 포함시키지 않기 위해 대지법에 소속시켜 논한다.

##### 염(厭)
염(厭: 싫어함, 산스크리트어: nirvid)은 간략히 말하면, 유전연기와 그 결과물인 생사윤회를 염오(厭惡)하게 하는 선한 마음작용이다.
《현종론》의 표현에 따르면, 염(厭)은 선한 마음[善心]에서 일어나는 마음작용으로, 진리[諦: 즉 4성제]를 주의깊게 살피는데 그 중에서도 무량(無量)한 과환법(過患法: 과환의 법, 과실과 근심의 성질의 법, 즉 고제와 집제, 과실은 원인으로 집제에, 근심은 결과로 고제에 해당함)을 관찰하는 '개별적 실체로서의 성질[實性]'로서 무탐(無貪)에 수순하여서 일으키는 심염배성(心厭背性) 즉 마음이 과환법을 싫어하고 등지려는 성질을 말한다. 그리고 염(厭)의 마음작용과 상응하는 것 또는 염(厭)의 마음작용과 상응하고 있는 상태를 염작의(厭作意)라고 한다.

##### 흔(欣)
흔(欣, 기뻐함, 즐거워함, 산스크리트어: prāmodya, tuṣṭa)은 간략히 말하면, 환멸연기와 그것에 의해 증득되는 열반을 흔락(欣樂: 기뻐하고 즐김)하게 하는 선한 마음작용이다.
《현종론》의 표현에 따르면, 흔(欣)은 선한 마음[善心]에서 일어나는 마음작용으로, 과환법(過患法: 과환의 법, 과실과 근심의 성질의 법, 즉 고제와 집제)으로부터의 출리(出離: 즉 멸제)와 과환법의 대치(對治: 즉 도제)를 흔구(欣求: 기쁘게 구함)하는 '개별적 실체로서의 성질[實性]'이자 증상력으로서, 증수(證修) 즉 증득과 수습[證修: 즉 멸제와 도제]에 수순하여서 일으키는 심흔상성(心欣尚性) 즉 마음이 출리법과 대치법을 기뻐하고 숭상하는 성질을 말한다. 그리고 흔(欣)의 마음작용과 상응하는 것 또는 흔(欣)의 마음작용과 상응하고 있는 상태를 흔작의(欣作意)라고 한다.
또한, 《현종론》에 따르면, 흔(欣)은 희(喜) 즉 희수(喜受)와는 다른데, 희수를 떠난 경지 즉 제3정려인 이희묘락지(離喜妙樂地)나 미지(未至) 등의 경지에서도 현행하는 경우가 있기 때문이다. 그리고 불교 경전에서도 "흔으로부터 희가 낳아진다[從欣生喜]"라고 하여 희(喜)와 흔(欣)이 다른 것임을 말하고 있기 때문이다. 그리고, 불교 경전의 이 표현에서 나타난 바와 같이 흔(欣)은 열희(劣喜) 즉 저열한 희(喜)라고 할 수 있다. 즉, 희(喜)에 저열함과 뛰어남의 차별이 있어서 저열한 것을 흔(欣)이라고 하고 뛰어난 것을 그냥 희(喜)라고 하며, 저열한 것인  흔(欣)이 바탕이 되어 뛰어난 것인 희(喜)가 생겨난다. 반대로, 희수를 떠난 경지 즉 제3정려인 이희묘락지(離喜妙樂地)의 경우, 흔(欣)은 묘락(妙樂)를 뜻하며 희(喜)보다 뛰어난 것이다.

### 대번뇌지법(大煩惱地法: 6가지)
대번뇌지법(大煩惱地法, 산스크리트어: kleśa-mahā-bhūmika)이란 모든 법 가운데 '대번뇌지'(大煩惱地)에 존재하는 법들을 말한다. 여기서 '대번뇌지'는 대번뇌법(大煩惱法)의 지(地), 즉 대번뇌법의 용지처(容止處) 즉 소행처(所行處), 즉 대번뇌법이 생기하는 영역으로서의 마음, 즉 염오심(染污心) 즉 번뇌에 오염된 마음을 가리키며, '대번뇌법'은 번뇌성의 마음작용들 즉 번뇌들 가운데 항상 존재하는 것들을 말한다. 따라서, 대번뇌지법이란 일체의 염오심(染污心) 즉 번뇌에 오염된 마음(6식, 즉 심왕, 즉 심법)에 항상 존재하는 마음작용들을 말한다.
설일체유부의 교학에 따르면, 대번뇌지법에 속한 마음작용으로는 치(癡) · 방일(放逸) · 해태(懈怠) · 불신(不信) · 혼침(惛沈) · 도거(掉擧)의 6가지 법이 있으며, 이들 6가지 마음작용은 염오심(染污心) 즉 오염된 마음에 항상 존재한다[恒於染污心有]. 달리 말하면, 이들 6가지 마음작용은 언제나 오직 온갖 염오심 즉 오염된 마음과 구기(俱起)할 뿐이며[恒唯與諸染心俱] 다른 마음과는 구기(俱起)하지 않는다.
《현종론》에 따르면, 대번뇌지법의 치(癡) · 방일(放逸) · 해태(懈怠) · 불신(不信) · 혼침(惛沈) · 도거(掉擧)의 6가지 마음작용은 각각 그 순서대로 선혜(善慧) 즉 대지법의 혜(慧)의 바른 상태 즉 무치(無癡)와 대선지법의 불방일(不放逸) · 근(勤) · 신(信) · 경안(輕安) · 사(捨)에 의해 대치(對治)된다.

#### (21) 치(癡)
치(癡, 어리석음, 우치, 무지(無知), 무지(無智), 무현(無顯),
산스크리트어: moha,
mūdha,
avidyā,
팔리어: avijjā,
영어: ignorance,
delusion,
error)는 우치(愚癡) 즉 어리석음을 말한다. 소지경(所知境) 즉 알아야 할 대상에 대한 여리해(如理解) 즉 진리에 계합하는 이해 즉 참다운 이해가 장애되어 있는 무변료상(無辯了相) 즉 소지경에 대한 분별[辯]과 앎[了]이 없는 상태[相]를 말한다. 달리 말해, 치(癡)란 바로 무명(無明) · 무지(無智) · 무현(無顯)의 마음작용으로, 대번뇌지법에 속한 마음작용이다.
《구사론》에 따르면,
치(癡)는 우치(愚癡) 즉 어리석음을 말한다. 달리 말해, 치(癡)란 바로 무명(無明) · 무지(無智) · 무현(無顯)의 마음작용으로, 대번뇌지법에 속한 마음작용이다.
세친과 중현은 해당 단락에서 이들 세 낱말에 대해서 별도의 설명을 제공하고 있지 않은데, 이들 낱말에 대한 현대 학자의 주석에 따르면 무지(無智)는 마음이 사(事: 사물, 현상)와 이(理: 이치, 본질)를 밝게 결택(決擇: 옳고 그름을 판단하여 결정함)할 수 없는 상태를 말하고, 무현(無顯)은 사(事: 사물, 현상)와 이(理: 이치, 본질)가 은폐되어 마음에 밝게 드러나 알려지지 않은 상태를 말한다. '무명(無明)'이라는 낱말에 대해서는 현대 학자의 주석이 제공되어 있지 않은데, 무명(無明)의 문자 그대로의 뜻은 '밝음[明]이 없음[無]'이다. 《품류족론》과 《구사론》에 따르면 밝음[明]은 혜의 8가지 다른 이름인 지(智) · 견(見) · 명(明) · 각(覺) · 해(解) · 혜(慧) · 광(光) · 관(觀) 가운데 하나이다. 보광(普光)의 《구사론기(俱舍論記)》 제26권에 따르면, 명(明)은 조명(照明: 관조와 밝음)을 뜻한다.

#### (22) 방일(放逸)
방일(放逸, 노는 것, 불성실, 포기,
선법을 닦지 않음, 마음을 방호하지 않음,
산스크리트어: pramāda,
영어: heedlessness,
carelessness,
unconcern,
non-diligence)은 기리(己利) 즉 자신을 이롭게 하는 것에 전념[專]하는 것을 포기하고 뜻[情, 마음]을 놓아버리고 내버려두는, 대번뇌지법에 속한 마음작용이다.
《구사론》에 따르면,
방일(放逸)은 온갖 선(善)을 닦지 않는 것을 말한다. 방일은 온갖 선을 닦는 것 즉 불방일(不放逸)에 의해 대치(對治)되는 법으로, 대번뇌지법에 속한 마음작용이다.

#### (23) 해태(懈怠)
해태(懈怠, 게으름, 책려하지 않음, 노력하지 않음,
산스크리트어: kausīdya,
팔리어: kusīta,
영어: laziness,
slothfulness,
spiritual sloth, idleness)는 선한 일[事]과 업(業)에 대해서는 뛰어난 능력을 이지러지게 하거나 감소시키지만 악한 일[事]과 업(業)에 대해서는 날쌔고 모질게 수순하여 성취하는, 대번뇌지법에 속한 마음작용이다. 해태를 비열근성(鄙劣勤性) 즉 비천하고 저열하게 노력하는 성질이라고 하는데, 그 노력[勤]과 수습[習]이 비천하고 오염된 것이기 때문이다.
《구사론》에 따르면,
해태(懈怠)는 심불용한(心不勇悍) 즉 마음이 결단력[勇]이 없고 인내[悍]하지 못하는 것, 마음이 모질게 노력하지 않는 것을 말한다. 해태는 대선지법에 속한 근(勤)에 의해 대치(對治)되는 법으로, 대번뇌지법에 속한 마음작용이다.
《현종론》에 따르면, 해태는 무명(無明)의 등류(等流)이다. 즉, 근본번뇌 가운데 하나인 무명(無明) 즉 치(癡)로부터 일어나는 수번뇌이다. 그리고 해태와 치(癡)는 모두 대번뇌지법에 속하는 마음작용이다.

#### (24) 불신(不信)
불신(不信, 믿지 않음, 인가하지 않음, 청정하지 않음, 희망하지 않음,
산스크리트어: āśraddhya,
영어: lack of faith,
lack of trust,
disbelieving a fact, disbelief)은 심부징정(心不澄淨) 즉 마음이 징정(澄淨)하지 않은 것을 말한다. 불신은 사견(邪見)의 등류(等流)이다. 즉, 근본번뇌 가운데 하나인 사견(邪見)으로부터 일어나는 수번뇌로, 대번뇌지법에 속한 마음작용이다. 달리 말하면, 불신(不信)은 온갖 진리[諦] · 보배[寶] · 정려(靜慮) · 등지(等至)에 대해 현전에서 경솔하게 비방하고, 보시 등의 인(因: 원인)과 그 과(果: 과보, 결과)에 대해 '마음에서 즉각 인정하지 않는 것[心不現許]'이다.
《구사론》에 따르면,
불신(不信)은 심부징정(心不澄淨) 즉 마음이 징정(澄淨)하지 않은 것을 말한다. 불신은 대선지법에 속한 신(信)에 의해 대치(對治)되는 법으로, 대번뇌지법에 속한 마음작용이다.

#### (25) 혼침(惛沈)
혼침(惛沈, 몽매함, 침울함, 어두움, 무거움,
감당할 능력이 없음, 민활하지 못함,
산스크리트어: styāna,
팔리어: thīna,
영어: lethargy,
gloominess,
foggymindedness,
torpor)은 어둡거나[瞢] 즐겁지 않은[不樂] 일 등에 의해 생겨나는 심중성(心重性) 즉 마음의 무거움으로, 대번뇌지법에 속한 마음작용이다. 마음이 혼침에 의해 덮히고 가려지면[覆蔽] 흐리고 어두운[惛昧] 상태가 되어 선법과 불선법을 감임(堪任)할 수 없게 되는데, 이것은 혼침의 본질적 성질이 몽궤성(瞢憒性) 즉 어두움 이기 때문이다. 또한 이러한 이유로 혼침은 대선지법에 속한 마음작용인 경안(輕安)에 의해 대치된다.
《구사론》에 따르면,
혼침(惛沈)은 신중성(身重性) · 심중성(心重性) · 신무감임성(身無堪任性) · 심무감임성(心無堪任性) · 신혼침성(身惛沈性) · 심혼침성(心惛沈性)을 말하며, 대번뇌지법에 속한 마음작용이다. 혼침(惛沈)은 수번뇌에 속하며 근본번뇌 가운데 무명(無明) 즉 치(癡)로부터 일어나는 수번뇌이다.
한편, 《현종론》에 따르면, 마음은 4대종의 능생인(能生因)이기 때문에, 즉 마음은 4대종을 낳는 원인이 되기 때문에, 혼침과 상응한 마음이 신중성(身重性) 즉 몸의 무거움을 일으키는데, 이에 따라 신중성도 혼침이라고 가설(假說)하지만 신중성은 실제로는 혼침이 아니다. 그 이유는 신중성은 신식(身識)의 소연경(所緣境)이기 때문이다.
또한, 《품류족론》 제2권 · 《계신족론》 제1권 · 《대비바사론》 제42권에서는 대번뇌지법으로 치(癡) · 방일(放逸) · 해태(懈怠) · 불신(不信) · 혼침(惛沈) · 도거(掉擧)의 6가지 법이 아니라 불신 · 해태 · 실념(失念) 또는 망념(忘念) · 심란(心亂) · 무명(無明) 또는 치(癡) · 부정지(不正知) · 비리작의(非理作意) · 사승해(邪勝解) · 도거 · 방일의 10가지 법을 들고 있다. 즉, 이들 논서에서 혼침을 대번뇌지법에 포함시키지 않고 있으며, 실념 또는 망념 · 심란 · 부정지 · 비리작의 · 사승해의 5가지 법을 대번뇌지법에 포함시키고 있다. 《현종론》에 따르면, 이들 논서에서 혼침을 대번뇌지법에 포함시키지 않고 있는 이유는 혼침이란 무명부(無明覆) 즉 '마음이 무명에 의해 덮힌 상태'라고 보기 때문이다. 그리고, 보다 자세히 말하자면, 이에 대한 해석에는 2가지가 있다. 첫째 해석은, 혼침이 이들 논서에서 설해지고 있지 않은 것은 대번뇌지법에 속한 6가지 법들 가운데 오직 혼침이 무명과 그 상(相)이 유사하기 때문인 것으로, 무명성(無明性)은 대변행(大遍行)이기 때문에 혼침이 대번뇌지법에 속한다는 것은 당연히 성립된다. 둘째 해석은, 이들 논서에서 언급된 무명이라는 명칭은 무명과 혼침의 2가지 법을 모두 포함하는 의미의 명칭으로, 따라서 이들 논서에서는 실제로는 무명과 혼침의 2가지 법을 무명이라는 하나의 명칭으로 가리킨 것이다.

#### (26) 도거(掉擧)
도거(掉擧, 고요하지 않음, 들뜸,
산스크리트어: auddhatya,
팔리어: uddhacca,
영어: excitement,
restlessness,
ebullience,
flightiness of mind, dissipation)는 친하거나 사랑하는 이[親]를 생각하는 것[里尋] 등에 의해 생겨나는 심부적정성(心不寂靜性) 즉 마음으로 하여금 고요히 안정되지 못하게 하는 성질로서, 대번뇌지법에 속한 마음작용이다. 마음은 도거와 화합함으로써 균형을 벗어나[越路] 가게 된다.
《구사론》에 따르면,
도거(掉擧)는 마음으로 하여금 부정(不靜)하게 하는 법, 즉 마음으로 하여금  고요히 안정되지 못하게 하는 법으로, 대번뇌지법에 속한 마음작용이다. 도거(掉擧)는 수번뇌에 속하며 근본번뇌 가운데 탐(貪)으로부터 일어나는 수번뇌이다.

#### 기타 대번뇌지법
《품류족론》 제2권 · 《계신족론》 제1권 · 《대비바사론》 제42권에서는 대번뇌지법으로 치(癡) · 방일(放逸) · 해태(懈怠) · 불신(不信) · 혼침(惛沈) · 도거(掉擧)의 6가지 법이 아니라 불신 · 해태 · 실념(失念) 또는 망념(忘念) · 심란(心亂) · 무명(無明) 또는 치(癡) · 부정지(不正知) · 비리작의(非理作意) · 사승해(邪勝解) · 도거 · 방일의 10가지 법을 들고 있다. 즉, 이들 논서에서 혼침을 대번뇌지법에 포함시키지 않고 있으며, 실념 또는 망념 · 심란 · 부정지 · 비리작의 · 사승해의 5가지 법을 대번뇌지법에 포함시키고 있다.
《현종론》에 따르면, 이들 논서에서 대번뇌지법에 포함시키고 있는 실념 또는 망념 · 심란 · 부정지 · 비리작의 · 사승해의 각각은 대지법에 속한 특정한 마음작용의 그릇된 상태이기 때문에, 마치 혜(慧)의 바른 상태 또는 선한 상태인 무치(無癡)가 비록 실제로는 대선지법에 속하지만 대지법에 속한 것으로 논하듯이, 이들은 비록 실제로는 대번뇌지법에 속한다고 할 수 있지만 중복을 피하기 위해 대지법에 속한 것으로 논한다고 말하고 있다.

##### 부정지(不正知)
《구사론》과 《현종론》에 따르면,
부정지(不正知, 염오혜, 악혜, 그릇된 이해, 그릇된 앎,
오염된 이해, 오염된 앎, 바르게 알지 못함, 바르지 않은 앎,
산스크리트어: asaṃprajanya,
영어: non-alertness,
inattentiveness)는 대지법 가운데 혜(慧)의 그릇된 상태 또는 오염된 상태인 염오혜(染污慧)이다.

##### 실념(失念)·망념(忘念)
《구사론》과 《현종론》에 따르면,
실념(失念, 염오념, 그릇된 염, 오염된 염,
관을 놓침, 정념을 놓침, 4념처를 놓침,
산스크리트어: muṣitasmṛtitā,
영어: forgetfulness) 또는 망념(忘念)은 대지법 가운데 염(念)의 그릇된 상태 즉 오염된 상태인 염오념(染污念)이다.

##### 비리작의(非理作意)
《구사론》과 《현종론》에 따르면,
비리작의(非理作意, 염오작의, 그릇된 작의, 오염된 작의,
산스크리트어: ayoniśo-manaskāra)는 대지법 가운데 작의(作意)의 그릇된 상태 또는 오염된 상태인 염오작의(染污作意)이다.

##### 사승해(邪勝解)
《구사론》과 《현종론》에 따르면,
사승해(邪勝解, 염오승해, 그릇된 승해, 오염된 승해,
산스크리트어: mithyādhimokṣa)는 대지법 가운데 승해(勝解)의 그릇된 상태 또는 오염된 상태인 염오승해(染污勝解)이다.

##### 심란(心亂)
《구사론》과 《현종론》에 따르면, 심란(心亂, 마음의 분산, 마음의 흐트러짐, 염오등지, 염오삼마지, 그릇된 등지, 그릇된 삼마지, 오염된 등지, 오염된 삼마지,
산스크리트어: vikṣepa,
영어: distraction,
desultoriness)은 대지법 가운데 삼마지(三摩地)의 그릇된 상태 또는 오염된 상태인 염오삼마지(染污三摩地)이다.

### 대불선지법(大不善地法: 2가지)
대불선지법(大不善地法, 산스크리트어: akuśala-mahā-bhūmika)이란 모든 법 가운데 '대불선지'(大不善地)에 존재하는 법들을 말한다. 여기서 '대불선지'는 대불선법(大不善法)의 지(地), 즉 대불선법의 용지처(容止處) 즉 소행처(所行處), 즉 대불선법이 생기하는 영역으로서의 마음, 즉 불선심(不善心) 즉 번뇌에 오염된 마음 중에서도 불선한 마음을 가리키며, '대불선법'은 불선한 마음작용들 가운데 항상 존재하는 것들을 말한다. 따라서, 대불선지법이란 일체의 불선심(不善心) 즉 번뇌에 의한 오염이 심화되어 불선의 상태에 처해 있는 마음(6식, 즉 심왕, 즉 심법)에 항상 존재하는 마음작용들을 말한다.
설일체유부의 교학에 따르면, 대불선지법에 속한 마음작용으로는 무참(無慚) · 무괴(無愧)의 2가지 법이 있으며, 이들 2가지 마음작용은 불선심(不善心) 즉 불선한 마음에 항상 존재한다[恒於不善心有]. 달리 말하면, 이들 2가지 마음작용만이 모든 불선심 즉 불선한 마음 즉 악한 마음과 구기(俱起)한다[與一切不善心俱].

#### (27) 무참(無慚)
무참(無慚, 스스로에게 부끄러워하지 않음, 공경하지 않음,
산스크리트어: āhrīkya,
ahrī,
팔리어: ahirika,
영어: lack of shame,
lack of consciousness,
consciencelessness,
shamelessness,
disrespect)은 온갖 공덕(功德)과 유덕자(有德者)에 대한 무경(無敬) · 무숭(無崇) · 무소기탄(無所忌難) · 무소수속(無所隨屬)의 마음작용이다. 즉 공덕(功德)과 덕이 있는 자[有德者]에게 공경[敬]하는 일이 없고, 존중[崇]하는 일이 없고, 어렵게 여겨 꺼리는 일[忌難]도 없고, 따라 속하는 일[隨屬: 제자로서의 예의]도 없는, 대불선지법에 속한 마음작용으로 공경과 존중을 장애하는 마음작용이다.
《현종론》에 따르면, 공덕(功德)이란 시라(尸羅: 계율) 등을 말하며, 유덕자(有德者)란 친교사(親敎師: 스승)를 말한다. 즉 공덕은 계 · 정 · 혜 3학을 말하고, 유덕자는 스승을 말한다. 간단히 말하면, 무참은 능히 마음으로 하여금 공덕과 공덕 있는 자에 대해 공경하고 존중하는 일이 없게 하는 마음작용을 말한다.
또는, 유여사(有餘師)의 정의에 따르면, 무참(無慚)은 온갖 번뇌에 대해 능히 염훼(厭毀)하지 않는 즉 능히 싫어하거나 허물려고 하지 않는 마음작용이다. 또는 무참(無慚)은 홀로 있으면서 죄를 짓고서는 무치(無恥)한 것 즉 부끄러워함이 없는 마음작용이다. 또는 무참(無慚)은 불선심을 일으키는 바로 그 때 이숙인(異熟因)에 대해 돌아다봄[顧眄]이 없는 마음작용이다. 즉 온갖 불선의 마음이 현재 바로 눈 앞에 있는 상태에서 그 원인에 대해 돌아다봄[顧眄]이 없는 마음작용이다.
《구사론》에 따르면,
무참(無慚)은 온갖 공덕(功德)과 유덕자(有德者)에 대한 무경(無敬) · 무숭(無崇) · 무소기탄(無所忌難) · 무소수속(無所隨屬)의 마음작용으로, 공경(恭敬)의 적대가 되는 법[敵對法]이다. 즉 공덕(功德: 계정혜 3학)과 덕이 있는 자[有德者: 스승]에게 공경[敬]하는 일이 없고, 존중[崇]하는 일이 없고, 어렵게 여겨 꺼리는 일[忌難]도 없고, 따라 속하는 일[隨屬: 제자로서의 예의]도 없는, 대불선지법에 속한 마음작용으로 공경(恭敬)의 반대가 되는 마음작용이다.
또는, 유여사(有餘師)의 정의에 따르면, 무참(無慚)은 지은 죄에 대해 그 자체를, 예를 들어 이숙인(異熟因)을, 관찰하여 부끄러워함이 없는, 대불선지법에 속한 마음작용이다.

#### (28) 무괴(無愧)
무괴(無愧, 남에게 부끄러워하지 않음, 뉘우치지 않음, 두려워하지 않음,
산스크리트어: anapatrāpya,
atrapā,
팔리어: anottappa,
영어: lack of propriety,
disregard,
shamelessness)는 죄(罪) 즉 모든 관행자(觀行者)가 꾸짖고 싫어하는 법[訶厭法]에 대해 두려워 해야 할 것[怖畏]으로 보지 않는 마음작용으로, 대불선지법에 속한 마음작용이다. 즉, 모든 관행자가 꾸짖고 싫어하는 온갖 죄업(罪業)은 능히 현생과 내생의 세계에서 책망할 만하고 헐뜯을 만하고 비난할 만하고 벌할 만하고 애호할 수 없고 참기 어려운 이숙과를 초래하므로 두려워 해야 할 일[怖畏事]임에도 불구하고, 온갖 죄업에 대해 그것이 불러올 과보에 대해 두려워하거나 아무런 꺼림이 없는 마음작용이다. 간단히 말하면, 무괴는 죄가 현행하는 것에 대해 두려워하거나 꺼려하는 바[無所忌憚]가 없는 마음작용을 말한다.
그리고, 미래의 과보를 두려워 하지 않는 마음작용인 무괴(無愧)는 인과를 부정하는 번뇌인 사견(邪見)과 인과의 도리에 미혹한 번뇌인 무명(無明)을 인기(引起)하여 현행하게 하는 작용을 한다. 전자의 사견은 나쁜 과보 또는 괴로운 과보가 초래될 것이라는 것을 알면서도 두려워 하지 않는 것이기 때문에 인과를 부정하는 것이고, 후자의 무명은 나쁜 과보 또는 괴로운 과보가 초래될 것이라는 것을 모르는 것이기 때문에 인과에 미혹한 것이다.
또는, 유여사(有餘師)의 정의에 따르면, 무괴(無愧)는 온갖 불선에 대해 능히 염훼(厭毀)하지 않는 즉 능히 싫어하거나 허물려고 하지 않는 마음작용이다. 또는 무괴(無愧)는 많은 이들이 모여 있는 곳에서 죄를 짓고서는 무치(無恥)한 것 즉 부끄러워함이 없는 마음작용이다. 또는 무괴(無愧)는 불선심을 일으키는 바로 그 때 이숙과(異熟果)에 대해 돌아다봄[顧眄]이 없는 마음작용이다. 즉 온갖 불선의 마음이 현재 바로 눈 앞에 있는 상태에서 그 결과에 대해 돌아다봄[顧眄]이 없는 마음작용이다.
《구사론》에 따르면,
무괴(無愧)는 죄(罪) 즉 모든 선사(善士)가 꾸짖고 싫어하는 법[訶厭法]에 대해 두려워 해야 할 것[怖畏]으로 보지 않는 마음작용으로, 대불선지법에 속한 마음작용이다. 즉, 원인으로서의 죄(罪) 자체와 그것이 불러올 과보를 두려워 하지 않는 마음작용이다.
그리고, 《구사론》에 따르면, 원인으로서의 죄와 미래의 과보를 두려워 하지 않는 마음작용인 무괴(無愧)는 인과를 부정하는 번뇌인 사견(邪見)과 인과의 도리에 미혹한 번뇌인 무명(無明)을 인기(引起)하여 현행하게 하는 작용을 한다.
또는, 유여사(有餘師)의 정의에 따르면, 무괴(無愧)는 지은 죄에 대해 다른 것을, 예를 들어 이숙과(異熟果)를, 관찰하여 부끄러워함이 없는, 대불선지법에 속한 마음작용이다.

### 소번뇌지법(小煩惱地法: 10가지)
소번뇌지법(小煩惱地法)이란 모든 법 가운데 '소번뇌지'(小煩惱地)에 존재하는 법들을 말한다. 여기서 '소번뇌지'는 소번뇌법(小煩惱法)의 지(地), 즉 소번뇌법의 용지처(容止處) 즉 소행처(所行處), 즉 소번뇌법이 생기하는 영역으로서의 마음, 즉 염오심(染污心) 가운데 특정한 일부, 즉 번뇌에 의해 오염된 마음 가운데 특정한 일부의 마음을 가리킨다. '소(小)'란 바로 적다[少]는 뜻으로, 모든 염오심(染污心)에 존재하는 것이 아님을 나타낸다. 따라서, 소번뇌지법이란 일부의 염오심에서만 존재하는 마음작용들, 즉 번뇌에 의해 오염된 마음 가운데 특정한 일부의 마음(6식, 즉 심왕, 즉 심법)에서만 존재하는 마음작용들을 말한다.
설일체유부의 교학에 따르면, 소번뇌지법에 속한 마음작용으로는 분(忿) · 부(覆) · 간(慳) · 질(嫉) · 뇌(惱) · 해(害) · 한(恨) · 첨(諂) · 광(誑) · 교(憍)의 10가지 법이 있으며, 이들 10가지 마음작용은 일부의 염오심(染污心)과 구기(俱起)한다[少分染污心俱]. 달리 말하면, 이들 10가지 마음작용들은 모든 염오심 또는 불선심에서 발견되는 것이 아니며 특정한 염오심 또는 불선심에서만 발견된다.
《현종론》에 따르면, 소번뇌지법에 속한 10가지 마음작용들의 공통된 성격은 불인(不忍) · 불락(不樂) · 분발(憤發)이다. 즉, 받아드릴 수 없고[不忍], 즐길 만한 것이 아니며[不樂], 번민하여 일어난다[憤發]는 것이다.
보다 구체적으로는, 이들 10가지 마음작용들을 소번뇌지법이라고 하는 이유는, 《구사론》에 따르면 다음의 4가지 이유 때문이다.
- 유수소단(唯修所斷): 이들 10가지 마음작용들은 오로지 수소단(修所斷)의 번뇌들이다.
- 유의식지기(唯意識地起): 이들 10가지 마음작용들은 제6의식의 지(地), 즉 제6의식에서만 일어나는 번뇌들이다.
- 유무명상응(唯無明相應): 이들 10가지 마음작용들은 현행하여 작용할 때 모든 염오법 즉 모든 근본번뇌들과 수번뇌들 가운데 오직 무명(無明)과 상응하여 작용하는 번뇌들이다.
- 각별현행(各別現行): 이들 10가지 마음작용들은 각각 별도로 현행하는 번뇌들이다.

《현종론》에서도 이들 10가지 마음작용들을 소번뇌지법이라고 하는 구체적인 이유로 다음의 4가지를 들고 있는데, 순서와 표현만 다를 뿐 그 내용은 《구사론》과 동일하다.
- 무상응(無相應): 이들 10가지 마음작용들은 서로 간에 상응의 뜻을 갖지 않는다. 즉, 서로 상응하여 구기(俱起)하지 않는다. 달리 말하면, 각각 별도로 현행하는 번뇌들이다.
- 유수소단(唯修所斷): 이들 10가지 마음작용들은 오로지 수소단(修所斷)의 번뇌들이다.
- 유의식구기(唯意識俱起): 이들 10가지 마음작용들은 오로지 제6의식과 구기(俱起)하는 번뇌들이다.
- 유무명상응(唯無明相應): 이들 10가지 마음작용들은 현행하여 작용할 때 모든 염오법 즉 모든 근본번뇌들과 수번뇌들 가운데 오직 무명(無明)과 상응하여 작용하는 번뇌들이다.

#### (29) 분(忿)
분(忿, 분노, 비난과 성냄, 노여워함,
산스크리트어: krodha,
영어: fury,
rage,
indigation,
anger)은
자신이나 친구의 손해와 원수의 이익으로 인해 생겨나는 마음작용으로, 진에(瞋恚)가 선행의 발동근거가 되어 일어나는 심분(心憤) 즉 마음의 분함[憤]으로, 소번뇌지법에 속한 마음작용이다.
또는, 유여사(有餘師)에 따르면, 분(忿)은 처(處)와 비처(非處) 즉 옳다고 여기는 바나 그르다고 여기는 바를 거스르는 것이 있을 때 일어나는, 심무고(心無顧)와 심분발(心憤發)의 성질의 마음작용이다. 즉, 마음으로 하여금 되돌아보는 일이 없게 하고 격분[憤發]하게 하는 힘[力] 또는 종자[子]이다.
《구사론》에 따르면,
분(忿)은 근본번뇌이자 부정지법에 속한 진(瞋)과 소번뇌지법에 속한 해(害) 이외의 마음작용으로서, 유정과 비유정에 대한 심분발(心憤發)의 성질 즉 유정과 비유정에 대해 마음으로 하여금 격분[憤發]하게 하는 성질의, 소번뇌지법에 속한 마음작용이다.

#### (30) 부(覆)
부(覆, 숨기고 감춤,
산스크리트어: mrakśa,
팔리어: makkha,
영어: concealment,
slyness-concealment,
hypocrisy)는 자신의 죄(罪)를 숨기고 감추려고[隱藏] 하는, 소번뇌지법에 속한 마음작용이다. 죄(罪)는 꾸짖을 만한 것[可訶]을 말한다. 즉, 시라(尸羅: 계율)와 궤칙(軌則), 그리고 온갖 청정한 명[淨命]을 훼범(毀犯: 허물고 범함)하는 것을 말한다. 감추려고 함[隱藏]은 죄를 은닉하고자 하는 욕구[匿罪欲]를 원인으로 하는 행위이다.
또는, 유여사(有餘師)에 따르면, 부(覆)는 문식(捫拭: 비틀고 닦음) 즉 있으면서도 없는 체하는 것을 말한다. 즉, 안으로는 악을 품었으면서도 밖으로는 품지 않은 체하는 마음작용으로, 다른 사람으로 하여금 알아차리지[覺察] 못하게 하려는 욕구[欲]의 마음작용이다.
《구사론》에 따르면,
부(覆)는 자신의 죄(罪)를 감추려고 하는, 소번뇌지법에 속한 마음작용이다. 죄(罪)는 모든 선사(善士)가 꾸짖고 싫어하는 법[訶厭法]으로서 그 자체와 그 과보를 두려워 해야 할 것[怖畏]이다.

#### (31) 간(慳)
간(慳, 아까워함, 인색, 희사하지 못함, 베풀지 못함,
산스크리트어: mātsarya,
팔리어: macchariya,
영어: stinginess,
avarice,
miserliness,
greed)은 소번뇌지법에 속한 마음작용이자 수번뇌 가운데 10전(十纏)에 속한 번뇌인데, 《현종론》 제4권의 소번뇌지법을 논하는 대목에서는 간(慳)에 대해 뒤에서 수번뇌를 다룰 때 그 본질[相]을 논할 것이라고 말하고 있고, 《현종론》 제27권의 수번뇌 가운데 10전을 논하는 대목에서는 간(慳)에 대해 앞에서 논했다고 말하고 있다. 이러한 착오에 따라, 《현종론》에는 간(慳)에 대한 정의가 없다.
《구사론》에 따르면,
간(慳)은 재시(財施) · 법시(法施)의 교시(巧施: 타인에게 보시하여 이익을 주는 것)와 반대되는 마음작용으로, 마음으로 하여금 재물[財]과 교법[法]에 대해 인색하여 집착하게 하는, 소번뇌지법에 속한 마음작용이다.

#### (32) 질(嫉)
질(嫉, 시기, 질투,
산스크리트어: īrṣyā,
irshya,
팔리어: issā,
영어: jealousy,
envy)은 소번뇌지법에 속한 마음작용이자 수번뇌 가운데 10전(十纏)에 속한 번뇌인데, 《현종론》 제4권의 소번뇌지법을 논하는 대목에서는 질(嫉)에 대해 뒤에서 수번뇌를 다룰 때 그 본질[相]을 논할 것이라고 말하고 있고, 《현종론》 제27권의 수번뇌 가운데 10전을 논하는 대목에서는 질(嫉)에 대해 앞에서 논했다고 말하고 있다. 이러한 착오에 따라, 《현종론》에는 질(嫉)에 대한 정의가 없다.
《구사론》에 따르면,
질(嫉)은 다른 사람의 온갖 흥성사(興盛事) 즉 온갖 흥하고 성한 일에 대해 마음으로 하여금 기뻐하지 않게[不喜] 하는, 소번뇌지법에 속한 마음작용이다.

#### (33) 뇌(惱)
뇌(惱, 괴롭힘, 사나움, 포악함, 죄사에 대한 견고한 집착,
산스크리트어: pradāśa,
영어: spite,
spitefulness,
malice,
stubbornness)는 가훼사(可毀事), 즉 허물어야 할 일, 즉 죄사(罪事: 죄가 되는 일, 악한 일, 나쁜 일)에 대해, 결정적이고도 견고히, 악한 마음으로 집착하는 마음작용으로, 그렇기 때문에 그 가훼사 즉 죄사를 버리기 어렵게 하는 원인으로서의, 소번뇌지법에 속한 마음작용이다. 세간에서는 마음이 뇌(惱)와 상응하고 있는 상태의 사람에 대해 "인도할 수 없다[不可引導]"고 말한다. 죄(罪)는 꾸짖을 만한 것[可訶]을 말한다. 즉, 시라(尸羅: 계율)와 궤칙(軌則), 그리고 온갖 청정한 명[淨命]을 훼범(毀犯: 허물고 범함)하는 것을 말한다.
《구사론》에 따르면,
뇌(惱)는 온갖 죄사(罪事: 죄가 되는 일, 악한 일, 나쁜 일)에 대해 견고히 집착하는, 소번뇌지법에 속한 마음작용이다. 마음이 뇌(惱)와 상응하고 있는 상태에서는 참다운 충고[如理諫]도 받아들이지 않으며 회개[悔]하지도 않는다. 죄(罪)는 모든 선사(善士)가 꾸짖고 싫어하는 법[訶厭法]으로서 그 자체와 그 과보를 두려워 해야 할 것[怖畏]이다.

#### (34) 해(害)
해(害, 핍박, 해침, 손뇌,
산스크리트어: vihiṃsā,
영어: hostility,
cruelty,
intention to harm,
spirit of violence)는 다른 유정에 대해 전혀 되돌아보지 않는 것은 아니나 섭수(攝受)하는 것처럼 하면서 손뇌(損惱: 손상시키고 괴롭힘)를 끼치는 일을 저지르는 원인[因]이 되는 비장뇌심(悲障惱心) 즉 다른 유정을 슬프게 하고 장애하며 괴롭히는 마음으로, 소번뇌지법에 속한 마음작용이다.
《구사론》에 따르면,
해(害)는 다른 유정을 핍박(逼迫: 억누르고 괴롭힘)하는, 소번뇌지법에 속한 마음작용이다. 마음이 해(害)와 상응하게 되면 때리고[打] 매도하는[罵] 등의 일을 저지르게 된다.

#### (35) 한(恨)
한(恨, 원한, 원망,
산스크리트어: upanāha,
영어: resentment,
enmity,
vindictiveness)은 비애상(非愛相]) 즉 애호할 만한 것이 아닌 것에 대해 수념분별(隨念分別: 기억에 따른 분별)함으로써 생겨나는, 소번뇌지법에 속한 마음작용으로, 분(忿)이 상속하여 후기(後起)한 마음이 원한을 맺는 것[結怨]을 말한다.
《구사론》에 따르면,
한(恨)은 소번뇌지법에 속한 분(忿)의 마음작용의 소연(所緣)에 대해 자주자주 생각[數數尋思]하여 원한을 품어 버리지 않는[結怨不捨], 소번뇌지법에 속한 마음작용이다.

#### (36) 첨(諂)
첨(諂, 마야, 가장하여 숨김, 심곡, 아첨,
산스크리트어: māyā,
영어: pretense,
deceit,
dissimilation)은 자신이 품고 있는 마음[己情事]을 방편으로 숨기고 거짓된 모략으로써 다른 사람의 마음[他情]을 유혹하여 실제의 앎[實智]과는 어긋나게 하는 심곡(心曲) 즉 마음의 왜곡으로, 소번뇌지법에 속한 마음작용이다.
《구사론》에 따르면,
첨(諂)은 심곡(心曲)를 말한다. 즉 마음으로 하여금 아곡(阿曲)하게 하는, 소번뇌지법에 속한 마음작용이다. 마음이 첨(諂)과 상응하게 되면 스스로를 사실 그대로[如實] 드러내지 않게 되며, 따라서 다른 사람이 나의 허물을 바로잡아주는 그러한 기회를 갖지 못하게 되거나, 혹은  다른 사람이 나에게 방편을 시설[設]하여 그 결과 내가 참다운 것을 알게 되는 그러한 기회를 갖지 못하게 된다.
《현종론》에 따르면, 심곡(心曲) 즉 마음의 왜곡 즉 첨(諂)과 심험(心險) 즉 마음의 험악함 즉 광(誑)은 다른 이를 속인다는 것에서는 동일하지만 서로간에 다음과 같은 차이가 있다.
- 심곡은 구불구불한 지팡이[杖]와 같고, 심험은 험악한 길[道]과 같다.
- 심곡은 자신에 대한 것이고, 심험은 타인에 대한 것이다.
- 심곡은 견(見)에 인한 것이고 심험은 탐(貪)에 인한 것이다. 즉 심곡은 견(見)이라는 근본번뇌로부터 생겨나는 수번뇌로 견의 등류이며, 심험은 탐(貪)이라는 근본번뇌로부터 생겨나는 수번뇌로 탐의 등류이다.

#### (37) 광(誑)
광(誑, 속임, 미혹시킴,
산스크리트어: śāthya,
영어: hypocrisy,
dishonesty,
deception,
spirit of deception)은 명리(名利) 등에 대한 탐(貪)이 선행하는 마음작용으로, 이 때문에 다른 사람을 미혹[惑]시키고자 거짓을 나타내는 일을 하게 하는 원인[因]이 되는 마음작용으로, 바른 결정[正定]과 어긋나게 하는 심험(心險) 즉 마음의 험악함으로서의, 소번뇌지법에 속한 마음작용이다.
《구사론》에 따르면,
광(誑)은 다른 사람을 미혹시키는[惑], 소번뇌지법에 속한 마음작용이다.
《현종론》에 따르면, 심곡(心曲) 즉 마음의 왜곡 즉 첨(諂)과 심험(心險) 즉 마음의 험악함 즉 광(誑)은 다른 이를 속인다는 것에서는 동일하지만 서로간에 다음과 같은 차이가 있다.
- 심곡은 구불구불한 지팡이[杖]와 같고, 심험은 험악한 길[道]과 같다.
- 심곡은 자신에 대한 것이고, 심험은 타인에 대한 것이다.
- 심곡은 견(見)에 인한 것이고 심험은 탐(貪)에 인한 것이다. 즉 심곡은 견(見)이라는 근본번뇌로부터 생겨나는 수번뇌로 견의 등류이며, 심험은 탐(貪)이라는 근본번뇌로부터 생겨나는 수번뇌로 탐의 등류이다.

#### (38) 교(憍)
교(憍, 교만, 오염된 기쁨,
산스크리트어: mada,
팔리어: mada,
영어: self-satisfaction,
self-infatuation,
mental inflation,
smugness,
conceit)는 자신이 가진 법에 대한 염착을 발동근거 또는 전제로 하여 일어나는 마음작용으로, 마음으로 하여금 거만[傲]하게 하고 방일[逸]하게 하여 다른 것을 돌아보는 것[顧]을 하지 않게 하는 무소고성(無所顧性)의, 소번뇌지법에 속한 마음작용이다. 즉, 자신의 용감함 · 건강 · 재산 · 지위 · 도덕성[戒] · 지혜 · 친족 등에 대해 먼저 염착을 일으키고 이를 발동근거로 하여 마음에 거만[傲]과 방일[逸]이 생겨남으로써 온갖 선본(善本)을 되돌아보는 일이 없는 마음작용이다. '온갖 선본(善本)을 되돌아보는 일이 없다'는 것은 마음이 거만[傲]해짐에 따라 온갖 선업(善業)을 즐거이 수습(修習)하지 않는 것을 뜻한다.
또는, 유여사(有餘師)의 견해에 따르면, 교(憍)는 탐(貪)으로부터 생겨난 마음작용으로, 자신의 젊음과 건강함과 나이 등의 갖가지 흥성사(興盛事)를 믿고 자부하여[恃] 마음이 거만[傲]해 지는 것이다.
또는, 다른 유여사(有餘師)의 견해에 따르면, 교(憍)는 자상속(自相續: 자신의 소의신)에서 흥성한 제행(諸行) 즉 건강 · 재산 · 지위 등의 갖가지 유위법에 대한 탐착[耽染]을 발동근거 또는 전제로 하여 일어나는 마음작용으로, 다른 이를 돌아보지도 않고 자기가 뛰어나다고 하면서 '마음이 스스로를 믿고 자부하여 거들먹거리는 것[心自舉恃]'이다. 다른 이를 돌아보지 않는다[不顧他]고 하는 점에서 만(慢)과 차이가 있다.
《구사론》에 따르면,
교(憍)는 자신이 가진 법에 대한 염착을 발동근거 또는 전제로 하여 일어나는 마음작용으로, 마음으로 하여금 거만[傲]하게 하고 방일[逸]하게 하여 다른 것을 돌아보는 것[顧]을 하지 않게 하는 무소고성(無所顧性)의, 소번뇌지법에 속한 마음작용이다.
또는, 유여사(有餘師)의 견해에 따르면, 교(憍)는 탐(貪)으로부터 생겨난 흔거(欣擧: 들떠 거들먹거리는 것)의 차별이다. 즉, 번뇌에 오염된 상태의 희(喜)이다.

### 부정지법(不定地法: 8가지)
부정지법(不定地法)은 그 성질상 대지법 · 대선지법 · 대번뇌지법 · 대불선지법 · 소번뇌지법의 5가지 그룹 가운데 어느 특정 하나에 속한다고 확정할 수 없는[不定] 마음작용들을 말한다.
설일체유부의 교학에 따르면, 부정지법에 속한 마음작용으로는 심(尋) · 사(伺) · 수면(睡眠) · 악작(惡作) · 탐(貪) · 진(瞋) · 만(慢) · 의(疑)의 8가지가 있다.

#### (39) 심(尋)
심(尋, 대강의 상(相: 성질, 모습, 자성)을 분별함,
거친 성질, 거친 움직임,
산스크리트어: vitarka,
vitarkah,
팔리어: vitakka,
영어: conception,
selectiveness,
gross detection,
examination,
application of thought,
applied thinking,
initial application,
grossness of the mind)은 마음(6식, 즉 심왕, 즉 심법)의 거친 성질[麤性]로서, 부정지법에 속한 마음작용이다. 한편, 이에 대해 사(伺)는 마음(6식, 즉 심왕, 즉 심법)의 세밀한 성질[細性]로서, 역시 부정지법에 속한 마음작용이다.
《구사론》에 따르면,
심(尋)은 마음(6식, 즉 심왕, 즉 심법)의 거친 성질[麤性]로서, 부정지법에 속한 마음작용이다. 한편, 이에 대해 사(伺)는 마음(6식, 즉 심왕, 즉 심법)의 세밀한 성질[細性]로서, 역시 부정지법에 속한 마음작용이다.
설일체유부의 정통 교학 즉 비바사사의 견해에 따르면, 심(尋)은 마음(6식 가운데 전5식)으로 하여금 감각적 대상(5경)을 추구하게 하는 보다 거친 성질의 마음작용[心之麤性]이다. 그리고  사(伺)는 마음(6식 가운데 제6의식)으로 하여금 비감각적 대상 (법경)을 파악하게 하는 보다 세밀한 성질의 마음작용[心之細性]이다. 이들 두 마음작용 덕분에, 즉, 심과 사가 개별적 실체로서 존재하면서 서로 상응(相應)하면서 구기(俱起)하기 때문에  마음은 추(麤) · 세(細)에 치우치지 않고 대상에 대한 고른 인식을 이끌어낼 수 있다.
또한, 심(尋)과 사(伺)의 상응과 구기에 대해 비바사사는 이 두 마음작용이 어언행(語言行), 즉 어언의 행, 즉 언어[語言] 즉 말을 성립시키는 근거가 되는 거친 성질과 세밀한 성질의 마음작용이라는 2번째 해석을 제공하고 있다.

#### (40) 사(伺)
사(伺, 자세한 상(相: 성질, 모습, 자성)을 분별함,
세밀한 성질, 세밀한 움직임,
산스크리트어: vicara,
vitarkah,
팔리어: vicāra,
영어: discernment,
discursiveness,
analysis,
sustained application,
sustained thinking,
selectiveness,
subtle discernment,
subtlety of the mind)는 마음(6식, 즉 심왕, 즉 심법)의 세밀한 성질[細性]로서, 부정지법에 속한 마음작용이다.
《구사론》에 따르면, 사(伺)는 마음(6식, 즉 심왕, 즉 심법)의 세밀한 성질[細性]로서, 부정지법에 속한 마음작용이다.

#### (41) 수면(睡眠)
수면(睡眠, 잠, 흐릿함, 약화됨, 자유로이 움직이지 못함,
산스크리트어: middha,
팔리어: middha,
영어: torpor,
sleep,
drowsiness,
apathy)은 줄임말로 면(眠)이라고도 하는데, 심매략성(心昧略性) 즉 마음으로 하여금 [6경과 6근에 대하여] 흐릿하고 약해지게[昧略, 흐리멍덩해지게] 하는 성질[相], 혼침(惛沈)과 상응하는 성질[相], 몸을 집지(執持)하지 못하게 하는 성질[相]의 3가지 성질[相]을 본질로 하는, 부정지법에 속한 마음작용이다.
《현종론》에 따르면, 번뇌로서의 수면은 이들 3가지 성질[相]을 다 갖춘 경우이다. 수면이 혼침과 상응하지 않는 경우도 있는데, 예를 들어 상쾌한 잠이 그러하다. 참고로, 《구사론》에서는 혼침과 상응하는 성질을 제외한 다른 2가지 성질만을 언급하고 있다.
《구사론》에 따르면,
수면(睡眠)은 심매략성(心昧略性) 즉 마음으로 하여금 [6경과 6근에 대하여] 흐릿하고 약해지게[昧略, 흐리멍덩해지게] 하는 성질의, 부정지법에 속한 마음작용이다. 마음이 수면과 상응하고 있는 상태에서는 마음은 몸 즉 5근을 집지(執持)할 만한 공력(功力)이 없게 된다.

#### (42) 악작(惡作)
악작(惡作, 후회, 추회
산스크리트어: kaukṛitya,
kaukritya,
팔리어: kukkucca,
영어: regret,
worry)은 회(悔)라고도 하는데 지어진 일 또는 짓지 않은 일, 특히 그릇되이[惡] 지어진 일[作]을 소연으로 하여 생겨나는[緣], 마음의 추회(追悔)하는 성질의 마음작용으로서, 부정지법에 속한 마음작용이다.
《현종론》의 설명에 따르면, 회(悔) 즉 추회 또는 후회는 '그릇되이 지어진 일 또는 잘못 저질러진 일[惡作]'을 소연으로 삼기 때문에 악작이라는 명칭을 설정한 것으로, 무상정(無相定)과 신념주(身念住)의 경우와 같다. 즉, 무상정은 공해탈문(空解脫門) · 무상해탈문(無相解脫門) · 무원해탈문(無願解脫門)의 3해탈문 가운데 무상해탈문을 말하는데, 그 자체의 본질은 무루정(無漏定) 즉 견도위(見道位) 이상의 성자가 무루지(無漏智)를 발하는 선정으로 깨달음의 세계[悟界]에 이르게 하는 원인이 되는 선정이지만, 무상(無相)을 소연의 경계로 삼아 일어나는 선정이기 때문에 무상정이라 한다.
신념주(身念住)는 신념주(身念住) · 수념주(受念住) · 심념주(心念住) · 법념주(法念住)의 4념주(四念住) 가운데 하나로 몸은 부정(不淨)한 것이라고 억념하는 관법으로, 부정(不淨)한 것이라고 관하는 것의 본질은 무탐(無貪)이지만 소연이 되는 처소에 따라 '신념주'라고 이름한 것이다. 무상정과 신념주의 경우와 마찬가지로 악작의 본질은 후회[追悔]이지만 후회의 소연이 '악작(惡作: 그릇되이 지어진 일, 잘못 저질러진 일)'이기 때문에 '악작'이라고 이름한 것이다.
《현종론》에 따르면, 악작은 선과 불선에는 통하지만 무기와는 통하지 않는다. 이것은 지은 일 또는 짓지 않은 일에 대한 심척(心慼), 즉 마음의 슬픔 또는 근심이 악작의 본질이기 때문이다. 달리 말해, 지은 일 또는 짓지 않은 일에 대해 마음이 우근(憂根)과 상응한 상태라야 악작이라고 할 수 있기 때문이다. 예를 들어, '나는 요즈음 어찌하여 소화시키지도 않고 먹기만 하는가?' 또는 '나는 요즈음 어찌하여 이 벽에 그림을 그리지 않는 것인가?'라는 추변(追變: 추억)은 무기에 해당하는데, 아직 마음이 우근과 접촉하지 않은 상태이므로 악작이라고 할 수 없으며, 우근과 접촉한 상태가 되면 악작이 일어난다.
《구사론》에 따르면,
악작(惡作)은 회(悔)라고도 하는데 심추회성(心追悔性)의 마음작용이다. 즉 그릇되게 지어진 것을 소연으로 하여 생겨나는[緣], 마음의 추회(追悔)하는 성질의 마음작용으로서, 부정지법에 속한 마음작용이다.
《구사론》의 설명에 따르면, '악작(惡作)'의 문자 그대로의 뜻은 '그릇되게 지어진 것'인데, 나중에 '그릇되게 지어진 것'을 대상으로 하여 추회 즉 후회하게 되므로, 악작이라는 낱말로 후회를 가리키게 된 것이다. 즉, '그릇되게 지어진 것'이라는 원인으로써 '후회'라는 결과를 가리키는 용도로 사용한 경우이다. 이렇기 때문에, '악작(惡作)'의 문자 그대로의 뜻인 '그릇되게 지어진 것' 자체에는 후회의 뜻이 들어 있지 않지만, '그릇되게 지어진 것'은 나중에 후회를 일으키는 원인이 된다는 점을 부각시키고자 '후회의 마음작용'의 명칭으로서 '악작(惡作)'을 사용한 것이다.
《구사론》에 따르면, 악작(惡作) 즉 회(悔)는 선이 될 수도 있고 번뇌 또는 불선이 될 수도 있다. 선을 짓지 않은 것이나 악을 지은 것을 후회하는 것은 선이고, 선을 지은 것이나 악을 짓지 않은 것을 후회하는 것은 불선이다.

#### (43) 탐(貪)
《현종론》에서는 탐(貪, 3계의 애(愛), 미착, 탐착,
산스크리트어: rāga,
팔리어: rāga,
영어: lust,
attachment,
craving)에 대한 정의가 제공되어 있지 않다. 다만, 《구사론》과 동일하게, 탐이 욕계의 탐인 욕탐(欲貪)과 색계 · 무색계의 탐인 유탐(有貪)으로 나뉜다는 것은 언급하고 있으며, 욕탐에 대해서는 남의 재물에 대한 악욕(惡欲)이라고 정의하고 있다. 즉 욕탐은 남의 재물에 대해 비리(非理)의 욕(欲: 욕구)를 일으켜 어떻게 해서든 그것을 나에게 소속시키기 위해 강제로 혹은 슬그머니 취하려는 마음을 일으키는, 남의 재물을 탐착[耽]하고 희구[求]하는 악욕(惡欲) 즉 나쁜 욕구 · 사악한 욕구 또는 그릇된 욕구를 말한다. 그리고 《구사론》에서와 동일하게, 욕탐은 대체로 외문전(外門轉)이라고 말하고 있다. 즉 욕탐은 주로 욕계의 5욕(五欲)의 대상을 소연으로 하여 일어나는 탐이라고 설명하고 있다. 그리고 유탐은 주로 내문전(內門轉)이라고 말하고 있다. 즉 유탐은 주로 선정이나 유(有) 즉 자신이라는 존재 자체를 소연으로 하여 일어나는 탐이라고 설명하고 있다. 그리고 유탐을 굳이 설정하게 된 것은, 이생이나 외도가 무상이숙(無想異熟), 즉 무상천(無想天)에서의 5백 대겁 동안의 무상(無想)의 삶을 해탈이라 여기고 이것에 집착하는 것처럼, 색계과 무색계의 존재[有]를 해탈로 여기고 집착하는 것을 막기 위한 것이다.
《구사론》에 따르면,
탐(貪)은 마음으로 하여금 외적 대상[境]이나 자신의 존재 자체[有, 自體]에 대해 깊이 미착(味著: 맛들여 집착함)하게 하는, 부정지법에 속한 마음작용이다.
탐(貪)은 욕계의 탐인 욕탐(欲貪)과 색계와 무색계의 탐인 유탐(有貪)으로 나뉜다. 욕탐(欲貪)은 욕계 중의 유정이 외적 대상[境]에 대해서 깊이 미착하는 것을 말한다. 이에 비해, 색계와 무색계 중의 유정은 외적 대상[境]에 대해서는 미착하지 않는다. 하지만, 등지(等至, 산스크리트어: samāpatti: 선정, 정려)나 소의지(所依止), 즉 그들의 '존재 자체[自體]', 즉 유(有)에 대해서는 깊이 미착함이 있는데 이와 같이 유(有)에 대해 깊이 미착하는 것을 유탐(有貪)이라고 한다. 예를 들어, 이생과 외도가 무상이숙(無想異熟) 즉 무상천(無想天)에서의 5백 대겁 동안의 무상(無想)의 삶을 해탈이라고 생각하거나 무상이숙을 획득하는 원인이 되는 선정인 무상정(無想定)을 해탈도 또는 해탈문이라고 여겨 이들에 미착하는 것이 유탐에 해당한다.

#### (44) 진(瞋)
진(瞋, 미워함, 성냄, 노여워함, 상처입히고 해치는 것을 좋아함,
산스크리트어: pratigha,
dvesa,
팔리어: paṭigha,
영어: ill will,
anger,
repugnance,
hatred)은 유정(有情)을 미워하는, 부정지법에 속한 마음작용이다. 즉, 유정류(有情類)에 대해 증에심(憎恚心) 즉 증오하고 성내는 마음을 일으켜 핍박(逼迫)하려고 하는 마음작용이다.
《현종론》에 따르면, 진(瞋)은 3계 가운데 욕계에만 존재하는 마음작용 또는 근본번뇌로, 색계와 무색계에는 존재하지 않는다. 진(瞋)이 상계(上界) 즉 색계와 무색계에 존재하지 않는 이유는 다음과 같다.
- 첫째, 색계와 무색계에는 진수면사(瞋隨眠事), 즉 진(瞋)이라는 근본번뇌의 경계[事] 즉 소연, 즉 미워하거나 성낼 일이 존재하지 않기 때문이다. 진(瞋)은 전5식이 영납하는 고수(苦受)에서 수증되는 것인데 색계와 무색계에는 고수가 존재하지 않으며, 따라서 진(瞋)도 존재하지 않는다.
- 둘째, 색계와 무색계에서의 상속은 선정에 의해 윤택[潤]한 상태에 있기 때문이다. 즉, 진(瞋)은 풍병(風病: 신경이 탈이나서 생기는 병의 총칭)처럼 메마르고 거친 특성[乾澁相]인데, 색계와 무색계의 유정은 선정에 의해 상속이 윤활(潤滑: 뻑뻑하지 않고 매끄러움)하기 때문에 진(瞋)이 존재하지 않는다.
- 셋째,  색계와 무색계에는 진(瞋)의 이숙이 존재하지 않기 때문이다. 달리 말하면, 색계와 무색계에는 진(瞋)이 이숙인(異熟因)이 되는 경우가 없기 때문이다. 즉 진(瞋)은 반드시, 애락할 수 없는 비애(非愛)의 이숙과를 초래하는 원인이 되는데, 색계와 무색계에는 내적으로든 외적으로든 좋지 않은 것이 없기 때문이다.

또는, 다른 견해에 따르면, 진(瞋)이 색계와 무색계에 존재하지 않는 이유는 색계와 무색계에는 뇌해사(惱害事) 즉 괴롭히거나 해코지할 일이 없기 때문이며, 자(慈) 등의 선근(善根)만이 존재하는 곳이기 때문이며, 섭수(攝受)된 온갖 것을 모두 원리(遠離)하기 때문이다.
《구사론》에 따르면,
진(瞋)은 다른 유정에게 상처입히고[傷] 해를 끼치기[害] 위해 그 유정에 대하여 미워하고 성내는[憎恚], 부정지법에 속한 불선의 성질의 마음작용이다.
그리고, 《구사론》에 따르면 진(瞋)은 3계 가운데 욕계에만 존재하는 번뇌성의 마음작용인데, 유부무기가 아닌 불선 즉 악으로 분류되는 번뇌이다.

#### (45) 만(慢)
만(慢, 거만, 자만, 오만, 고거심,
산스크리트어: māna,
팔리어: māna,
영어: pride,
arrogance,
conceit)은 심자거성(心自舉性), 즉 다른 사람에 대해 마음이 스스로를 높이는 성질의, 부정지법에 속한 마음작용이다. 즉, 자신과 다른 사람의 덕(德)의 뛰어남[勝]과 저열함[劣], 또는 진실됨[實]과 거짓됨[不實]을 재고 헤아려서 마음이 스스로를 믿고 자부하여 거들먹거리며 다른 사람을 능멸(陵蔑: 업신여겨 깔봄)하는 마음작용이다.
달리 말하면, 만(慢)은 유사(有事) 즉 원인을 갖는 유위법이나 비유사(非有事) 즉 원인을 갖지 않는 무위법에 대해 먼저 자신과 다른 사람을 비교하고[校] 헤아린[量] 후, 이러한 비교와 헤아림을 발동근거로 하여 일으키는 고거심(高擧心) 즉 잘난 체하고 거들먹거리는 마음 또는 남에 대해 자신을 높이는 마음을 말한다.
《구사론》에 따르면,
만(慢)은 심자거성(心自舉性), 즉 다른 사람에 대해 마음이 스스로를 높이는 성질의, 부정지법에 속한 마음작용이다. 달리 말하면, 만(慢)은 자신과 다른 사람의 덕(德)에 대해 누가 더 우월한지를 따져 생각하고 헤아려서는 스스로가 더 뛰어나다고 믿거나, 혹은 동등하다고 믿거나, 혹은 못해도 많이 못하지 않다고 믿고, 이러한 믿음에 근거하여 거들먹거리며 다른 사람을 능멸(陵蔑: 업신여겨 깔봄)하는 마음작용이다.
《구사론》과 《현종론》에 따르면,
만(慢)은 세분하여 만(慢) · 과만(過慢) · 만과만(慢過慢) · 아만(我慢) · 증상만(增上慢) · 비만(卑慢) · 사만(邪慢)의 7만(七慢)으로 나뉜다.

#### (46) 의(疑)
의(疑, 의심, 망설임, 주저함, 미룸, 진리에 대한 유예,
산스크리트어: vicikitsa,
vicikitsā,
팔리어: vicikicchā,
영어: doubt,
indecision,
skepticism,
indecisive wavering)는 있을까 없을까 또는 그럴까 그렇지 않을까의 유예(猶豫)의 '두 가지 갈래에서 일어나는[二趣轉]' 마음작용으로 그 갈래에서 동요[動]하는 것을 본질적 성질로 하는, 부정지법에 속한 마음작용이다.
《구사론》에 따르면,
의(疑)는 있을까 없을까 또는 그럴까 그렇지 않을까의 '두 가지 갈래에서 일어나는[二趣相轉]' 마음작용으로 그 갈래에서 동요(動搖)하는 것을 본질적 성질로 하는, 부정지법에 속한 마음작용이다.

## 같이 보기
- 아비달마장현종론
- 마음작용
  - 부파불교의 설일체유부
    - 마음작용 (아비달마품류족론)
    - 마음작용 (아비달마구사론)
    - 마음작용 (아비달마순정리론)
    - 마음작용 (아비달마장현종론)

  - 대승불교의 유식유가행파
    - 마음작용 (유가사지론)
    - 마음작용 (현양성교론)
    - 마음작용 (대승아비달마집론·잡집론)
    - 마음작용 (대승오온론·광오온론)
    - 마음작용 (대승백법명문론·해)
    - 마음작용 (성유식론)
- 심불상응행법 (아비달마장현종론)

## 참고 문헌
- 고려대장경연구소. 《고려대장경 전자 불교용어사전》. 고려대장경 지식베이스 / (사)장경도량 고려대장경연구소. |title=에 외부 링크가 있음 (도움말)
- 곽철환 (2003). 《시공 불교사전》. 시공사 / 네이버 지식백과. |title=에 외부 링크가 있음 (도움말)
- 무착 지음, 현장 한역 (K.571, T.1602). 《현양성교론》. 한글대장경 검색시스템 - 전자불전연구소 / 동국역경원. K.571(16-1), T.1602(31-480). |title=에 외부 링크가 있음 (도움말)
- 세우 지음, 현장 한역, 송성수 번역 (K.949, T.1542). 《아비달마품류족론》. 한글대장경 검색시스템 - 전자불전연구소 / 동국역경원. K.949(25-149), T.1542(26-692). |title=에 외부 링크가 있음 (도움말)
- 세친 지음, 현장 한역, 권오민 번역 (K.955, T.1558). 《아비달마구사론》. 한글대장경 검색시스템 - 전자불전연구소 / 동국역경원. K.955(27-453), T.1558(29-1). |title=에 외부 링크가 있음 (도움말)
- 세친 지음, 현장 한역, 송성수 번역 (K.618, T.1612). 《대승오온론》. 한글대장경 검색시스템 - 전자불전연구소 / 동국역경원. K.618(17-637), T.1612(31-848). |title=에 외부 링크가 있음 (도움말)
- 운허.  동국역경원 편집, 편집. 《불교 사전》. |title=에 외부 링크가 있음 (도움말)
- 중현 지음, 현장 한역, 권오민 번역 (K.957, T.1563). 《아비달마장현종론》. 한글대장경 검색시스템 - 전자불전연구소 / 동국역경원. K.957(28-1), T.1563(29-777). |title=에 외부 링크가 있음 (도움말)
- (중국어) 무착 조, 현장 한역 (T.1602). 《현양성교론(顯揚聖教論)》. 대정신수대장경. T31, No. 1602, CBETA. |title=에 외부 링크가 있음 (도움말)
- (중국어) 佛門網. 《佛學辭典(불학사전)》. |title=에 외부 링크가 있음 (도움말)
- (중국어) 星雲. 《佛光大辭典(불광대사전)》 3판. |title=에 외부 링크가 있음 (도움말)
- (중국어) 세우 조, 현장 한역 (T.1542). 《아비달마품류족론(阿毘達磨品類足論)》. 대정신수대장경. T26, No. 1542, CBETA. |title=에 외부 링크가 있음 (도움말)
- (중국어) 세친 조, 현장 한역 (T.1558). 《아비달마구사론(阿毘達磨俱舍論)》. 대정신수대장경. T29, No. 1558, CBETA. |title=에 외부 링크가 있음 (도움말)
- (중국어) 세친 조, 현장 한역 (T.1612). 《대승오온론(大乘五蘊論)》. 대정신수대장경. T31, No. 1612, CBETA. |title=에 외부 링크가 있음 (도움말)
- (중국어) 중현 조, 현장 한역 (T.1563). 《아비달마장현종론(阿毘達磨藏顯宗論)》. 대정신수대장경. T29, No. 1563, CBETA. |title=에 외부 링크가 있음 (도움말)